# Gaio Claudio Canina
Gaio Claudio Canina (latino: Gaius Claudius Canina) (fl. III secolo a.C.) è stato un politico romano.

## Biografia
Fu console nel 285 a.C. e nel 273 a.C. Successivamente fu censore nel 270 a.C. con Tiberio Coruncanio.